# Герасим Платамонски
Герасим (на гръцки: Γεράσιμος) е гръцки духовник, епископ на Вселенската патриаршия.

## Биография
Герасим е платамонски и ликостомски епископ от 1794 година и като такъв е член на Филики Етерия и участва в Гръцката война за независимост. Бори се с разбойничеството в Крания.
Изгражда от основи епископията в Литохоро. Умира в Крания на 27 юли 1822 година.